# إدوارد إس. مونتجومري
إدوارد إس. مونتجومري (بالإنجليزية: Edward S. Montgomery)‏ هو محرر وصحفي أمريكي، ولد في 30 ديسمبر 1910 في فورت كولنز في الولايات المتحدة، وتوفي في 6 أبريل 1992 في سان فرانسيسكو في الولايات المتحدة بسبب ذات الرئة.